# Slintavka a kulhavka ve Velké Británii v roce 2001
Epidemie slintavky a kulhavky ve Velké Británii a v dalších státech západní Evropy v roce 2001 byla jednou z nejrozsáhlejších epidemií domácích zvířat za posledních 50 let. Rychlé šíření vysoce virulentního kmene viru slintavky a kulhavky (FMDV) ovlivnilo nejen zemědělství v postižených státech ale dotklo se i přímo či nepřímo obyčejného obyvatelstva. Primární ohnisko bylo určeno v oblasti Heddon-on-the-Wall (hrabství Northumberland) ve Velké Británii. Nejvíce postiženým státem bylo právě Spojené království následováno Nizozemskem. Ve Francii a Irsku se vypořádali s nákazou velmi rychle a ztráty finanční nebyly tak rozsáhlé.

## Chronologický průběh (základní fakta)

### Únor 2001
- 19. 2. při pravidelné veterinární prohlídce zvířat před porážkou objevili veterináři na jatkách poblíž města Brentwood (hrabství Essex, UK) vezikulární léze u 27 prasat. Z těchto prasat byly odebrány vzorky a ihned zaslány na laboratorní vyšetření.
- 20. 2. bylo úředně potvrzeno, že se jedná o SLAK, hned následující den bylo stanoveno ohnisko nákazy a vyhlášeno ochranné pásmo a pásmo zvýšeného dozoru.
- 22. 2. potvrzeno další ohnisko v hrabství Warley.
- 23. 2. potvrzeny ohniska v Canewdon a na farmě Burnside farm v Heddon on the Wall (toto ohnisko bylo později prohlášeno za primární ohnisko a počátek celé epidemie).

### Březen 2001
- 1. 3. byl na farmě Meigh v Severním Irsku potvrzen výskyt SLAK
- 5. 3. bylo evidováno celkem 73 ohnisek na území Velké Británie
- 13. 3. první potvrzené ohnisko ve Francii
- 21. 3. potvrzen výskyt SLAK v Nizozemsku
- 22. 3. potvrzen výskyt SLAK v Irsku; na zasedání evropské veterinární komise byla na nátlak holandských komisařů povolena vakcinace v Nizozemsku
- 26. 3. byla zahájena supresivní vakcinace skotu v Nizozemsku

### Duben 2001
- 4. 4. počet ohnisek ve Velké Británii přesáhl hranici 1000
- 11. 4. bylo v Nizozemsku zaevidováno již 22 ohnisek
- 27. 4. počet poražených zvířat ve Velké Británii přesáhl 2 milióny

### Červen 2001
- 16. 6. Nizozemsko získává zpět statut země prosté SLAK

### Září 2001
- Od 30. září nebyl zjištěn žádný nový případ SLAK ve Velké Británii

### Leden 2002
- 22. 1. OIE zařadila Velkou Británii znovu mezi země prosté SLAK

## Původ viru
Genetické analýzy izolovaných virů z Velké Británie, Severního Irska, Irska, Nizozemska a Francie prokázaly, že původcem celé epidemie byl jeden a týž kmen viru slintavky a kulhavky patřící do sérotypu O. Jedná se o vysoce virulentní kmen Pan-Asia. Poprvé byl kmen Pan-Asia izolován v Indii v roce 1990. Odtud se během 90. let 20. století rychle šířil na Střední a Blízký východ. V roce 1999 byl tento kmen izolován v Saúdské Arábii, kde způsobil onemocnění i přesto, že tamní mléčný skot byl preventivně vakcinován proti SLAK. V Evropě propukla ohniska nejprve v Bulharsku (1995) a o rok později v Řecku. V Turecku se virus stal endemickým. Kmen Pan-Asia se šířil také na východ a sever od Indie. Kmen byl postupně detekován v Nepálu (1993), Bangladéši (1996), Bhútánu (1998) a v Číně (1999). V roce 2000 vzplanuly další ohniska slintavky v Rusku a Mongolsku. V březnu 2000 vyvolal onemocnění v Jižní Koreji (poslední výskyt SLAK v roce 1934) a v Japonsku (poslední výskyt SLAK v roce 1908). V září roku 2000 bylo zaznamenáno první ohnisko SLAK způsobené tímto kmenem v Jihoafrické republice poblíž města Durban. Jak se později ukázalo, prasata v Jihoafrické republice byla infikována zkrmováním kuchyňských odpadů pocházejících z lodí z Dálného východu.
Při následných genetických analýzách bylo prokázáno, že izolát viru z Velké Británie je nejvíce podobný kmenu z Jihoafrické republiky a oba mají původ na Dálném východě, včetně jihovýchodní Asie. Podobnost izolátu viru z Velké Británie s izoláty z Turecka a Středního východu byla menší. Z toho plyne, že virus slintavky a kulhavky, který byl původcem epidemie v západní Evropě v roce 2001, pocházel z oblastí Dálného východu, nicméně cesta jakou se virus dostal na Britské ostrovy zůstává nejasná.

## Průběh epidemie a cesty šíření dle výsledků vyšetřování
Na území Velké Británie bylo od prvního nálezu ze dne 20. února do posledního potvrzeného případu z 30. září 2001 zaevidováno celkem 2026 ohnisek. Každé ohnisko bylo podrobeno detailnímu klinickému a epidemiologickému šetření. Z vyšetřování vyplývá, že existovalo jedno primární ohnisko (farma Burnside, Heddon on the Wall, hrabství Northumberland) odkud se infekce rozšířila převážně prodejem infikovaných ovcí po celé Británii.
19. února si na jatkách Cheales poblíž města Brentwood v hrabství Essex veterinární lékař povšiml kulhání a přítomnosti puchýřů na spárcích u některých prasat. Přivolaný úřední veterinární lékař vyšetřil 109 prasat čekajících na porážku a vyslovil podezření na vezikulární chorobu prasat u 28 jedinců. Ještě týž den byly odebrány vzorky, jež byly zaslány na vyšetření do laboratoří v Pirbright. O den později byla u těchto prasat potvrzena slintavka a kulhavka.
Při vyšetřování bylo zjištěno, že na tyto jatky byly zaslány prasata z farmy Burnside (Northumberland) v noci z 8. na 9. února a dále 15. února. Tyto dvě várky obsahovaly již infikovaná prasata a byly příčinou ohnisek v Essexu. Z jatek Cheales byl virus roznesen pravděpodobně mechanicky na lidech na několik farem v Essexu. Na základě klinického vyšetření na farmě Burnside, kde bylo ohnisko potvrzeno až 23. února, se odhaduje, že infekce byla na této farmě přítomna již koncem ledna až počátkem února.
Krom zavlečení FMDV na jatka v Essexu se virus šířil z farmy Burnside také vzduchem na okolní farmy v hrabství Northumberland. Zcela klíčovým momentem bylo zavlečení viru větrem (vzdušnou cestou) na sousední farmy (zejména ovcí) v hrabství Northumberland. Takto se přenesla nákaza i na ovčí farmu Prestwick Hall v Pontelandu, odkud bylo 13. února prodáno a odesláno na tržnici v Hexhamu celkem 19 ovcí, ze kterých část již byla v inkubační době nemoci. Deset těchto ovcí bylo dále prodáno dne 15. února na tržnici Longtown Market v hrabství Cumbria. Tržnicí v Longtown Market prošlo ve dnech 14.–23. února zhruba 24500 ovcí. Následné prodeje infikovaných ovcí z této tržnice do různých míst v Británii zapříčinily rozšíření slintavky po celé Británii. 23. února, tedy tři dny po potvrzení ohniska, byl vyhlášen zákaz veškerých přesunů a prodeje vnímavých zvířat (ovce, skot, prase) po celé Velké Británii. Nicméně díky prodeji a přesunům infikovaných ovcí z Longtown Market a Hexham Market mezi 15.–23. únorem byla slintavka zavlečena již po celé Británii, včetně Severního Irska.